# Alici
Alici fou bisbe de Girona al darrer terç del segle VI conegut per signar les actes del III Concili de Toledo el 589 en què el Regne Visigot de Toledo bandejà l'arrianisme. L'ordre en què signa entre els 67 votants és la 58 deixant cinc bisbes de menor antiguitat. El seu episcopat durà poc, ja que al 591 ja apareix Joan de Biclar ocupant el seu càrrec.